# Victor Caillé
Victor Caillé (* 30. Juni 1882 in  Königsberg i. Pr.; † 23. Oktober 1958 in Hannover-Limmer) war ein deutscher Unternehmer und Kommunalpolitiker in Königsberg.

## Leben
Victor Caillé war Sohn von Henri Caillé und seiner Frau Julie geb. Knauer. Henri war Mitbegründer der 1875 eröffneten Färberei und Reinigungsanstalt Caillé & Lebelt auf dem Unterhaberberg in Königsberg. Sie war die größte in Ostpreußen und beschäftigte 300 Mitarbeiter. Sie wurde noch lange nach dem Zweiten Weltkrieg betrieben.
Victor besuchte das Altstädtische Gymnasium und studierte Chemie an der Albertus-Universität Königsberg. Während seines Studiums wurde er Mitglied beim Verein Deutscher Studenten Königsberg. „Im Reich“ sammelte er praktische Erfahrungen. Als wohl Einziger erhielt Caillé dreimal die Rettungsmedaille am Band (Preußen). Im Ersten Weltkrieg wurde er mehrfach ausgezeichnet und zum Hauptmann der Reserve befördert.
In Königsberg war Caillé Stadtverordneter, Mitglied des Bezirksausschusses,  Aufsichtsratsvorsitzender des Kühlhauses und Inhaber anderer Vertrauensstellungen. Sein Mandat als Stadtverordneter legte er 1933 nieder, als die Nationalsozialisten an die Macht kamen. Befreundet mit den Brüdern Karl Friedrich Goerdeler und Fritz Goerdeler, wurde er im Dezember 1944 von der Gestapo verhaftet und in das Konzentrationslager Sachsenhausen verbracht. Nur dank der Hilfe des mitgefangenen Königsberger Arztes Rieber überlebte Caillé den Todesmarsch nach Schwerin. Ab 1946 lebte er mit seiner Frau bei seinem alten Freund und Berufskollegen Stichweh in Hannover.

## Familie
1919 hatte Caillé Mathilde Michaelis geheiratet, eine Tochter des Architekten Georg Michaelis. Aus der Ehe gingen drei Töchter und ein Sohn hervor. Der eine Schwiegersohn, Pfarrer Rüter in Dönhofstädt, fiel beim Westfeldzug, der andere, Major Hildebrandt, im   Deutsch-Sowjetischen Krieg; der dritte, Pfarrer Tielker, geriet in der Schlacht um Königsberg schwerverwundet in sowjetische Kriegsgefangenschaft. Er überlebte und wurde Geistlicher in Dortmund. Der jüngste Sohn wurde Techniker.